# Yangdian (köpinghuvudort i Kina, Hubei Sheng, lat 31,03, long 114,11)
Yangdian (kinesiska: 杨店) är en köpinghuvudort i Kina. Den ligger i provinsen Hubei, i den centrala delen av landet, omkring 52 kilometer norr om provinshuvudstaden Wuhan. Antalet invånare är 48 580. Befolkningen består av 25 072 kvinnor och 23 508 män. Barn under 15 år utgör 17,0 %, vuxna 15-64 år 69 %, och äldre över 65 år 12,0 %.
Runt Yangdian är det tätbefolkat, med 982 invånare per kvadratkilometer. Närmaste större samhälle är Xiaogang, 17,4 km väster om Yangdian. Trakten runt Yangdian består till största delen av jordbruksmark.
Genomsnittlig årsnederbörd är 1 631 millimeter. Den regnigaste månaden är juli, med i genomsnitt 255 mm nederbörd, och den torraste är december, med 20 mm nederbörd.